# Johann Grimm (Maler)

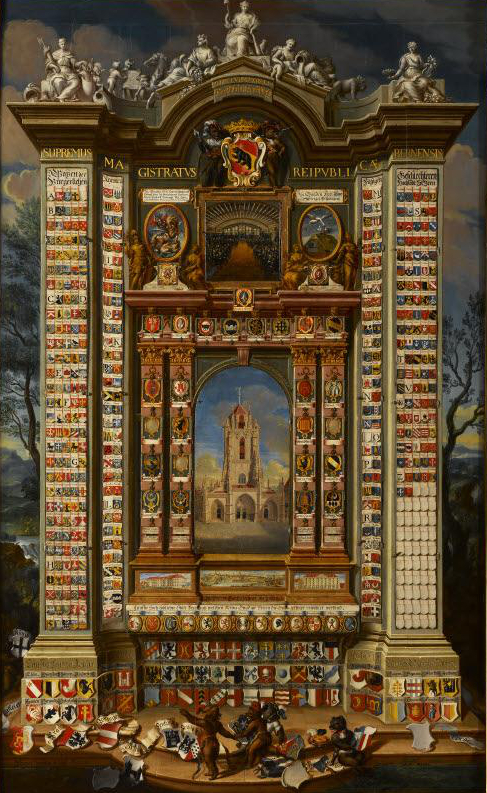
Johann Grimm, Berner Regimentstafel (1726), Burgerbibliothek Bern.

Johann Grimm (getauft 15. September 1675 in Bern; † 3. Oktober 1747 ebenda) war ein Schweizer Maler.

## Leben
Johann Grimm war der Sohn des gleichnamigen Pfarrers Johann Grimm, Lehrer, Prediger am Inselspital, Pfarrer in Boltigen 1683, in Oberburg 1691, und der Barbara Freudenreich. Er war verheiratet mit einer Frau Bäckli. Grimm wuchs im Simmental auf. Er liess sich bei Joseph Werner in Bern ausbilden. 1695 reiste er nach Rom. Er übernahm schliesslich Werners Malschule. Zu seinen Schülern zählten u. a. Johann Ludwig Aberli, der ihm als Leiter der Malschule folgte. 
Von Grimm haben sich Bildnisse Johann Georg Altmanns, sowie der Familien Fankhauser und Kupferschmid in Burgdorf erhalten, die Ehrenpforte in der Burgerbibliothek Bern von 1726 und zahlreiche Veduten der Städte Burgdorf und Bern.